# Burcardo II di Würzburg
Burcardo II, citato nelle fonti come Burkard, Burkhard o Burchard (... – 25 marzo 941), fu vescovo di Würzburg dal 2 dicembre 931 al 941.

## Biografia
Le origini di Burcardo non sono note e l'associazione postuma con il casato di Henneberg non è ritenuta storicamente attendibile, poiché la famiglia in questione apparve solo più tardi. Burcardo fu abate dell'abbazia di Hersfeld dal 928 al 932. Ciò è confermato da un diploma di Enrico I del 931.
Probabilmente fu lo stesso Enrico a nominarlo vescovo di Würzburg alla fine del 931. Tuttavia, non si conosce nulla delle sue attività nella sua diocesi. Alcune liste di vescovi di Würzburg menzionano un altro vescovo tra Teodoro di Rothenburg e Burcardo, ma non esiste nessun'altra prova riguardo alla presunta esistenza di questo vescovo.
Poco dopo la sua nomina, Enrico I convocò un sinodo a Erfurt, a cui parteciparono tutti i vescovi tedeschi, incluso Burcardo. Nel 937 era presente quando a Magdeburgo Ottone I istituì il monastero di san Maurizio da coinvolti.